# Trần Văn Bảy
Trần Văn Bảy (1911–1941), bí danh Bảy Xệ là một nhà cách mạng Việt Nam, đóng vai trò quan trọng trong việc xây dựng các cơ sở Cộng sản tại tỉnh Rạch Giá, nguyên Bí thư Tỉnh ủy Cần Thơ và Vĩnh Long.

## Thân thế
Trần Văn Bảy sinh năm 1911 tại ấp Bào Sàng, làng Mỹ Quới, huyện Phước Long, tỉnh Rạch Giá, nay là xã Mỹ Quới, thị xã Ngã Năm (tách từ huyện Thạnh Trị), tỉnh Sóc Trăng. Một số nguồn cho rằng quê gốc của ông ở xã Tường Lộc, huyện Tam Bình, tỉnh Vĩnh Long. Ông là con của một gia đình nông dân, với cha là Trần Văn Ngưu (hay Tươi), mẹ là Nguyễn Thị Được.
Năm 4 tuổi, ông Ngưu qua đời vì lao lực. Không lâu sau, khi ông mới học xong lớp nhất sơ học thì mẹ bỏ đi tu, buộc ông phải bỏ học để đi chăn trâu cho địa chủ.

## Cuộc đời
Năm 1927, ông bắt đầu được tiếp xúc với một số sách báo tiến bộ, bao gồm các tài liệu truyền bá chủ nghĩa Marx–Lenin. Trong khoảng 1927-1928, ông bắt đầu dùng lý luận để chống lại những cá nhân mượn đạo Cao Đài, Tin Lành để lừa gạt, trục lợi cá nhân, đồng thời khuyên bảo người dân phải tự lực tự chủ, không nên ỷ lại vào tín ngưỡng thần linh.
Năm 1928, ông vận động thành lập Chi hội Việt Nam Cách mạng Thanh niên làng Mỹ Quới. Năm 1929, các thành viên trong Chi hội gia nhập An Nam Cộng sản Đảng. Tháng 4 (một số nguồn ghi là tháng 6) năm 1930, Chi bộ Mỹ Quới thuộc Đảng Cộng sản Việt Nam chính thức được thành lập tại chợ Kha-na-rộn (Khna-Rộn), gồm Trần Văn Bảy, Lê Hoàng Chu, Trương Quý Thể (Tư Xại), Trần Văn Tám, Châu Văn Phát, do Châu Văn Phát làm Bí thư. Qua một thời gian, do Châu Văn Phát thoái hóa, biến chất, bỏ bê công tác, ông được cử làm Bí thư Chi bộ. Chi bộ lấy miếu Bà Chúa Xứ (ấp Mỹ Đông, làng Mỹ Quới) làm địa điểm để sinh hoạt. Từ năm 1930 đến 1936, Chi bộ đã mở nhiều lớp huấn luyện bí mật, phát triển cơ sở ra toàn quận, kết nạp thêm Đảng viên (như Ngô Tám, Ngô Thị Huệ, Nguyễn Văn Cung,...). Nhiều Đảng viên kỳ cựu như Quản Trọng Hoàng, Quản Trọng Linh, Chu Kỳ,... cũng về Mỹ Quới để bồi dưỡng lý luận chính trị, truyền đạt các kinh nghiệm vận động, tổ chức quần chúng,...
Năm 1936, Quận ủy Phước Long được thành lập gồm Lê Hoàng Chu, Trần Văn Bảy, Trương Quý Thể, Quản Trọng Hoàng, do Trần Văn Bảy làm Bí thư. Cũng trong năm 1936, Trung ương Đảng chủ trương phát động phong trào đấu tranh đòi các quyền tự do, dân sinh, dân chủ, Quận ủy Phước Long đã thực hiện nhiệm vụ của một Tỉnh ủy, tổ chức thành lập các Hội ái hữu ở các địa phương, lập ra Ban chỉ đạo quận để lãnh đạo các cuộc đấu tranh. Tiêu biểu nhất là cuộc đấu tranh của ba nghìn người dân Phước Long ngày 1 tháng 9 năm 1938, buộc Tỉnh trưởng Rạch Giá Đuya-phua phải nhượng bộ, chấp nhận một số yêu sách, đồng thời cho phép Hội ái hữu hoạt động công khai. Trong khoảng thời gian này, ngoài việc lãnh đạo phong trào, ông còn đi qua nhiều địa phương để xây dựng và phát triển các cơ sở của Đảng trên toàn tỉnh.
Đầu năm 1939, ông là đại biểu của tỉnh Rạch Giá tham dự Hội nghị Xứ ủy Nam Kỳ. Do nguy cơ bị chính quyền thực dân nhận diện, ông được Liên Tỉnh ủy Cần Thơ điều về Bí thư Tỉnh ủy Cần Thơ. Đến cuối năm 1939, Xứ ủy Nam Kỳ quyết định phát động một cuộc đấu tranh vũ trang quy mô lớn. Để chuẩn bị cho khởi nghĩa, ông được Liên tỉnh ủy điều về làm Bí thư Tỉnh ủy Vĩnh Long, đồng thời được bầu làm Ủy viên Thường vụ Liên Tỉnh ủy Cần Thơ. Chưa được bao lâu thì ông bị thực dân Pháp bắt và giam giữ tại bót Catina do có kẻ phản bội chỉ điểm.
Ông lần lượt bị di chuyển nhiều lần qua các nhà lao Xóm Chiếu, Catina, Khám Lớn, Nhà Bè. Sau khi kế hoạch vượt ngục cùng Quản Trọng Hoàng, Phan Văn Bảy thất bại, ông bị kết án và lưu đày Côn Đảo. Tại Côn Đảo, ông vẫn tiếp tục đấu tranh, một mặt đấu tranh lý luận với nhóm Trotskyste, một mặt xây dựng và tổ chức các hội, nhóm trong tù, dùng nhà tù làm nơi tuyên truyền, giảng dạy, cùng các đồng chí biên soạn tư liệu giảng dạy. Khoảng giữa năm 1941, ông bị nhiễm trùng nặng ở tay và phổi sau một lần đỡ đòn hộ bạn tù và qua đời ngày 25 tháng 11.

## Gia đình
Vợ của Trần Văn Bảy là bà Ngô Thị Nho (Năm Nho). Em gái bà Năm Nho là Ngô Thị Huệ, phu nhân Tổng bí thư Nguyễn Văn Linh. Con trai út của ông là Giáo sư Trần Hồng Quân, nguyên Bộ trưởng Bộ Đại học và Trung học chuyên nghiệp, Bộ trưởng Bộ Giáo dục và Đào tạo.

## Vinh danh
Tên của ông được đặt cho một số con đường: Tỉnh Sóc Trăng có đường Trần Văn Bảy ở thị trấn Phú Lộc (huyện Thạnh Trị), phường 2 (thị xã Ngã Năm), phường 3 (thành phố Sóc Trăng); tỉnh Vĩnh Long có đường Trần Văn Bảy ở thị trấn Tam Bình (huyện Tam Bình).
Năm 1993, trường Phổ thông trung học Thạnh Trị I được đổi tên thành trường Phổ thông trung học cấp III Trần Văn Bảy, nay là trường Trung học phổ thông Trần Văn Bảy (thị trấn Phú Lộc).
Ngày 1 tháng 12 năm 2014, ông được Chủ tịch nước truy tặng danh hiệu Anh hùng Lực lượng vũ trang nhân dân.